# Dicranomyia (Nealexandriaria) tenella
Dicranomyia (Nealexandriaria) tenella is een tweevleugelige uit de familie steltmuggen (Limoniidae). De soort komt voor in het Oriëntaals gebied.